# Geert Groote College Amsterdam
Het Geert Groote College Amsterdam, in de volksmond 'het Geert Groote' genoemd, is een vrijeschool voor secundair onderwijs gelegen in Amsterdam-Zuid. Leerlingen kunnen er het vmbo, havo en vwo volgen.

## Naam
De school heette in de eerste jaren van zijn bestaan de Nieuwe School der Amsterdamsche Vereeniging voor Vrije Opvoedkunst. Rond 1935 bedacht mentor Max Stibbe om de school te vernoemen naar theoloog en schrijver Geert Groote (1340-1384), die zich onder andere had uitgesproken voor beter onderwijs. Stibbe had in die jaren veelvuldig over Groote gepubliceerd en zag een verband tussen Groote en de antroposofie.

## Geschiedenis
De school begon in 1933 als de Nieuwe School der Amsterdamsche Vereeniging voor Vrije Opvoedkunst, met twee peuterklassen in een pand aan de Euterpestraat. Twee jaar later werd een tweede locatie aan de De Lairessestraat betrokken.
In 1940 kon de school een aantal lokalen overnemen van de Hagedoornschool aan de Quinten Massijsstraat. In 1947 werd een eigen pand betrokken aan het Hygiëaplein. Vanwege renovatiewerkzaamheden betrok de school in 1968 een tijdelijk pand, om in 1972 weer terug te keren naar het Hygiëaplein.
In 1992 gaf het ministerie van onderwijs toestemming en financiële middelen om een nieuw schoolgebouw neer te kunnen zetten. Nadat eerst de onderbouw naar het nieuwe schoolgebouw aan de Fred. Roeskestraat was vertrokken, kwam in 1994 ook de bovenbouw naar deze locatie. De officiële opening van het door Anton van Es ontworpen schoolgebouw werd gedaan in het bijzijn van Annie M.G. Schmidt. Op de zolderverdieping was een theaterzaal aangebracht.
In 2014 werd het gebouw uitgebreid.
In 2016 telde de school 857 leerlingen en zat daarmee bijna aan het maximale aantal plekken. De school was echter nauwelijks opgewassen tegen deze forse uitbreiding. Toch groeide het aantal alsnog naar 909 in 2022. De vmbo/havo-klassen tellen gemiddeld 24 leerlingen, de havo/vwo-klassen gemiddeld 28 leerlingen.

### Fraude
In 2016 kwam een financiële fraude bij de school aan het licht. Over de hoogte van het ontvreemde bedrag wijdde het bestuur niet uit. Bij het nalopen van de administratie kwam de fraude naar boven. Het bestuur heeft vervolgens aangifte gedaan en de betrokken medewerker ontslagen.

### Rookvrije Generatie Award
Vanaf augustus 2018 mag er niet meer gerookt worden op het schoolplein, omdat deze grenst aan het schoolplein van een lagere school. De zogenoemde 'rookvrije straat' won het GGCA de Rookvrije Generatie Award, welke werd uitgereikt door actrice Tanja Jess.